# Тежък Густав
„Тежък Густав“ (на немски: 80-cm-Kanone (E) Schwerer Gustav) и „Дора“ са две свръхтежки железопътни артилерийски оръдия с калибър 800 mm.
„Густав“ е бил най-едрокалибреното нарезно оръжие използвано някога, най-тежката артилерийска установка създавана някога и е стрелял най-тежките снаряди, използвани някога.
Оръдията са проектирани към края на 1930-те години от Krupp като обсадна артилерия, способна да разруши френските укрепления на Линията Мажино, най-здравите укрепления по това време. Оръдието е тежало 1350 тона и е имало обсег от 48 km. Било е запланувано да се използва в Битката за Франция, но не е било готово за експлоатация когато започва битката. Много скоро блицкригът на Вермахта през Белгия принуждава френските войски по Линията Мажино да се оттеглят. Тежкият Густав влиза в употреба по-късно, по време на Операция Барбароса, при Обсадата на Севастопол. Там той успява да унищожи подземен склад за амуниции. След това оръдието е преместено на Ленинградския фронт, но тъй като атаката на Ленинград така и не се състои, оръдието е изпратено обратно в Германия. Густав бива разрушен от немците към края на войната през 1945 г., за да не бъде пленен от Червената армия.

## История
През февруари 1942 г. Тежкият Густав поема към Крим, натоварен на влакова композиция от 25 вагона, дълга 1,5 km. На следващия месец оръдието достига Перекопския провлак. Немците построяват специална железопътна линия на трасето Симферопол – Севастопол, на 16 km северно от целта. Инсталацията на Тежкия Густав започва през май, а на 5 юни оръдието е вече готово за стрелба.
Нападнати са следните цели:
- 5 юни
  - Брегова артилерия на разстояние 25 km. 8 изстрела.
  - Крепост „Сталин“. 6 изстрела.

- 6 юни
  - Крепост „Молотов“. 7 изстрела.
  - Изстреляни са 9 снаряда по подводен склад за боеприпаси, намиращ се на дълбочина 30 m под морето и с 10 m бетонна защита. Складът е взривен, а една лодка е разрушена.

- 7 юни
  - Стрелба в подкрепа на пехотна офанзива срещу отдалечена фортификация.

- 11 юни
  - Изстреляни са 5 снаряда по крепостта „Сибир“.

- 17 юни
  - Стрелба по крепостите „Максим Горки“. 5 изстрела.

След края на офанзивата на 4 юли, цевта на Тежкия Густав е износена, затова е сменена с нова, а старата е изпратена за поправка в завода на Krupp в Есен. По-късно оръдието е демонтирано и придвижено на север по Източния фронт, където се е планирала атака над Ленинград. Позиционирано е на 30 km от града и приготвено за стрелба, но атаката е отменена. Прекарва зимата на 1942/1943 в покрайнините на Ленинград.

### Дора
Дора (на немски: Dora) е второто произведено оръдие по същия модел. Използвано е в Битката при Сталинград. Пристига на 15 km западно от града през август 1942 г., а през септември е приготвено за стрелба. Оттеглено е, когато съветските войски наближават и заплашват да го обкръжат. При изтеглянето на Вермахта от СССР, немците вземат Дора със себе си.

### Дълъг Густав
Дълъг Густав (на немски: Langer Gustav) е 520-милиметрово оръдие, с 43-метрова цев. Било е планирано да изстрелва свръхдалекобойни снаряди на 190 km, така че да може да обстрелва Лондон от Кале. Не бива завършено, след като е повредено в завода си в Есен по време на атака на Кралските ВВС.

## Следвоенна съдба
Тежкият Густав е унищожен на 14 април 1945 г. от немците, 1 ден преди пристигането на американските войски. На 22 април останките му са открити на около 50 km югозападно от Кемниц. През лятото на 1945 г. съветски специалисти го преместват в Мерзебург, където изследват немската техника. Следите на оръдието се губят след това.
Дора е преместена в Графенвер през март 1945 г., където и бива взривена месец по-късно. Намерена е от американци, които вероятно я дават на немците за скрап през 1950 г.
Най-голямата реплика на такова оръдие днес се намира в Музея на Бундесвера в Дрезден.

## Муниция
|                   | Осколочно-фугасен                           | Бронебоен            |
| ----------------- | ------------------------------------------- | -------------------- |
| Дължина           |                                             | 3.6 m                |
| Тегло             | 4800 kg                                     | 7100 kg              |
| Скорост на полета | 820 m/s                                     | 720 m/s              |
| Далекобойност     | 48 km                                       | 38 km                |
| Експлозивно тегло | 700 kg                                      | 250 kg               |
| Ефиктивност       | Големина на кратера: 9 m широк и 9 м дълбок | Пробиване: 7 m бетон |